# Чимароза, Доменико
Доменико Чимароза (итал. Domenico Cimarosa, в приходской книге Cimmarosa; 17 декабря 1749, Аверса — 11 января 1801, Венеция) — итальянский композитор, который, наряду со своими современниками Гульельми и Паизиелло, оставил значительный след в музыкальном искусстве. Он был центральной фигурой в опере, особенно комической, в конце XVIII века.

## Биография

### Детство и юность
Доменико Чимароза родился в Аверсе в 1749 году. В 1750 (по другим сведениям, в 1756) году семья перебралась в Неаполь. Отец Доменико, Дженнаро Чимароза, был каменщиком и погиб в ходе строительства дворца Каподимонте (итал. Reggia di Capodimonte), упав со строительных лесов. После смерти мужа мать Чимарозы смогла получить работу прачки в расположенном неподалёку миноритском монастыре Сан-Северо, а сам Доменико был принят в школу при монастыре.
Чимароза вскоре привлёк внимание монастырского органиста и духовника его матери, фра Полкано, который давал ему уроки музыки. Священник посвятил себя развитию талантливого мальчика, обучив его латыни и музыке и познакомив с немецкой и итальянской классической поэзией. Доменико делал большие успехи и был принят в 1761 году в консерваторию Санта-Мария ди Лорето, где оставался в течение 11 лет. Его учителями были мастера старой итальянской школы: Дженнаро Манна, Феделе Фенароли, Антонио Саккини, Никколо Пиччини и другие. Чимароза научился игре на скрипке и клавесине, а также показал себя одарённым певцом (в частности исполнив заглавную партию в двухактном интермеццо Саккини «Фра Донато», которое шло в разных театрах Неаполя). После окончания консерватории он брал уроки пения у кастрата Джузеппе Априле. Задатки композиторского мастерства он также продемонстрировал уже в годы учёбы, в 1770 году вместе с Дзингарелли и Джузеппе Джордани посещая старшие курсы в капельмейстерском классе и сочинив ряд духовных мотетов и месс. Уже закончив консерваторию, в 1771 году он, возможно, брал дополнительные занятия по композиции у Пиччини.

### Начало карьеры
В 1772 году состоялась премьера первой оперы-буффа Чимарозы, «Причуды графа» (итал. Le stravaganze del conte), исполненной в театре Деи Фиорентини в Неаполе в один день с «Чудесами Мерлина и Зорастро» (итал. Le magie di Merlina e Zoroastro. После этого начала шириться его известность как композитора, и всего за год он по своей славе как оперного композитора сравнялся с давним любимцем публики Паизиелло. В том же году он женился на дочери успешного музыкального импресарио Гаэтане Палланте, но этот брак продлился недолго — уже в следующем году Гаэтана умерла. По-видимому, вторично Чимароза женился вскоре после этого, зачав со второй женой двоих детей. Однако и вторая жена Чимарозы прожила недолго.
Произведения Чимарозы вскоре стали популярны в Риме, где его комические интермеццо исполнялись в театре Валле. «Возвращение дона Каландрино» (итал. Il ritorno di Don Calandrino), «Итальянка в Лондоне» (итал. L'italiana in Londra), «Женщины-соперницы» (итал. Le donne rivali) и «Парижский художник» (итал. Il pittore parigino) были поставлены там между 1778 и 1781 годами. Также в Риме, в театрах делле Даме и «Арджентина», прошли премьеры опер-сериа Чимарозы, в том числе его первое произведение в этом жанре «Гай Марий» (итал. Caio Mario, 1780) и «Александр в Индии» (итал. Alesandro nelle Indie, 1781). Гёте был весьма очарован пьесой «Импресарио в нужде» (итал. L’impresario in angustie), которую он услышал во время своего визита в Рим в 1787 году. 10 июля 1780 г. «Итальянка в Лондоне» стала первой из опер Чимарозы, которые были представлены в театре «Ла Скала» в Милане, начав традицию исполнения его работ, которая продолжалась до XIX века. В Неаполе были поставлены оперы-буффа «Мнимая парижанка» (итал. La finta parigina) и «Благородная фраскатанка», созданы оратории «Авессалом» и «Юдифь» и ещё два десятка произведений крупных жанров, в основном опер-буффа. Начиная с 1784 года Чимароза несколько лет прожил во Флоренции, где преимущественно писал духовные произведения (в том числе несколько месс и реквием).

### Зрелая жизнь
29 ноября 1779 года Чимароза был назначен внештатным органистом (без жалования) в Неаполитанской королевской часовне. 28 марта 1785 года он был переведён на должность второго органиста с ежемесячной зарплатой восемь дукатов, которые продолжали ему выплачиваться даже во время его отсутствия в Неаполе. С начала 1780-х он также был назначен маэстро (учителем) консерватории при детском приюте Оспедалетто в Венеции; точно не ясно, когда состоялось это событие, хотя 1782 год — наиболее вероятная дата, так как в том году его ранее сочинённая оратория «Авессалом» была переписана для этой консерватории. Несколько его оперных постановок в следующие годы (начиная с опер «Китайский герой» и «Влюблённая балерина», поставленных в Неаполе в 1782) также связаны с его службой в Оспедалетто.
В 1787 году Чимароза был приглашён ко двору Екатерины II, чтобы занять место придворного композитора, освобождавшееся из-за отъезда Паизиелло. На пути к Санкт-Петербургу Чимароза и его жена посетили Ливорно как гости Великого герцога Тосканского Леопольда, который позже, уже как император, сыграл важную роль в успешном пребывании Чимарозы в Вене. В Парме Чимароза посетил герцогиню Марию Амалию, а в конце августа и сентябре провел 24 дня в Вене, где был представлен императору Иосифу II. В эти дни император неоднократно приглашал Чимарозу петь и играть для него. Все эти контакты усилили связи композитора с венским двором. После Вены Чимароза посетил Варшаву, также задержавшись там на месяц по просьбам местной аристократии.
Источники расходятся в вопросе о том, когда Чимароза прибыл в Санкт-Петербург. Его биография в «Новом словаре музыки и музыкантов Гроува» сообщает о его прибытии в российскую столицу уже в начале декабря 1787 года и написанном в том же году Реквиеме соль минор на смерть герцогини Серра-Каприола, жены посла Королевства обеих Сицилий. В то же время «Русский биографический словарь» пишет, что композитор потратил на путь в Россию намного больше времени, лишь в июле 1788 года покинув Неаполь и по пути в Турине успев поставить оперу «Владимир» (итал. Il Valdamiro), так что к месту службы он добрался лишь в начале 1789 года.
Произведя по прибытии в Россию хорошее впечатление на императрицу, Чимароза в дополнение к обязанностям придворного композитора был также назначен учителем пения её внуков. При дворе Екатерины II Чимароза следовал традиции итальянских композиторов, среди которых были Манфредини, Галуппи, Траэтта и Сарти. Его оперы были поставлены в театрах Эрмитажа и театре Гатчинского дворца. Опера-сериа «Клеопатра» и две ранее написанных комических оперы, «Женщины-соперницы» и «Два барона» (итал. I due baroni di Rocca Azzurra), были также представлены широкой российской публике. Однако вскоре после прибытия Чимарозы императрица наняла ещё одного итальянского композитора, Висенте Мартин-и-Солера, в качестве второго капельмейстера. Его оперы прошли при российском дворе с бо́льшим успехом, чем оперы Чимарозы.
Р.-А. Моозер отмечает странность, связанную со временем службы Чимарозы в Санкт-Петербурге. Если о Галуппи, Паизиелло, Сарти сохранилось множество различных документов и свидетельств в мемуарах и переписке, по которым можно узнать подробности их пребывания в России, то русский период в биографии Чимарозы известен в основном по косвенным источникам. Чимароза, прославившийся в Европе как певец, клавесинист и автор не только опер, но и сонат и камерных произведений, почти не оставил следа в русских документах. Если после санкт-петербургских музыкальных вечеров, проводившихся его предшественником Паизиелло, остались многочисленные инструментальные и оркестровые произведения, то в случае Чимарозы ничего подобного не отмечено. Это тем более удивительно, что русский двор не оставлял его без внимания: например, будущий император Павел I был крестным отцом его сына Паоло, а сама церемония крещения проходила в церкви Св. Екатерины в присутствии придворных и дипломатов.
Великолепие и блеск двора Екатерины начали исчезать к 1791 году, когда экономические кризисы вынудили императрицу отказаться от услуг большинства итальянских певцов. Чимароза, который плохо переносил российские зимы, покинул двор в июне 1791 года. К этому времени уже было известно, что служба Чимарозы в России близится к концу и что он планирует вернуться в Неаполь из-за плохого здоровья. Иосиф II намеревался пригласить его, как только он достигнет Вены, а в 1789 году были переданы в Бургтеатр ряд работ Чимарозы для подготовки к его возвращению. В период с мая по сентябрь возобновлена с новыми актёрами постановка оперы «Два мнимых графа» (итал. I due supposti conti); кроме того, были поставлены «Два барона», для которых Моцарт сочинил арию «Alma grande e nobilcore» (k578). Добравшись до Вены вскоре после смерти Иосифа II, Чимароза сменил Антонио Сальери в должности придворного капельмейстера нового императора Леопольда II. Ему было поручено написать оперу «Тайный брак» (итал. Il matrimonio segreto) на либретто Джованни Бертати, созданное на основе одноимённой пьесы Джорджа Колмана и Дэвида Гаррика. Опера, исполненная в Бургтеатре 7 февраля 1792 года, была настолько успешна, что Леопольд II приказал, чтобы её повторили в тот же вечер в его покоях. Чимароза, которого Йозеф Вайгль описал как человека, имеющего весёлый и дружеский характер, пользовался большой популярностью среди венского общества и часто развлекал высшее общество, играя на клавире. В течение двух лет пребывания в Вене он сочинил ещё две оперы — «Сердечное бездействие» (итал. La calamita dei cuori), которая не была успешной, и «Любовь дает благоразумие» (итал. Amor rende sagace), а также переработал «Парижского художника».

### Последние годы жизни

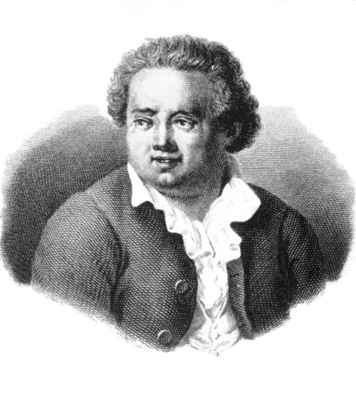
Доменико Чимароза, гравюра работы Луиджи Бриди (1800—1851)

В 1793 году Чимароза наконец вернулся в Неаполь, где также занял пост придворного капельмейстера и где с большим успехом прошли «Тайный брак» (выдержавший 67 представлений) и новая опера-буффа «Женские хитрости» (итал. Le astuzie femminili). В 1796 году умерла его третья (по другим источникам вторая) жена, от которой у Чимарозы был сын Паоло. В дальнейшем он работал в Риме и Венеции, снова попав в Неаполь в 1798 году и восторженно встретив там французскую революционную армию под командованием генерала Шампьона. Либеральные лидеры под покровительством французов провозгласили Партенопейскую республику, после чего король Фердинанд IV был вынужден бежать из Неаполя. К провозглашению в Неаполе республики Чимароза написал «Патриотический гимн» на слова Луиджи Росси, который пели 19 мая 1798 года при торжественном сожжении королевского флага. Однако в конце июня республика пала, и войска Бурбонов вновь вошли в город. Чимароза оказался в опасном положении ввиду своих республиканских симпатий и предпринял попытку загладить вину, сочинив (по предложению священника Дженнаро Танфано) кантату в похвалу Фердинанда IV, исполненную 23 сентября. Тем не менее 9 декабря 1799 года он был арестован, ему было предъявлено обвинение в пособничестве оккупантам, а его портрет был предан публичному сожжению.
Композитор провёл четыре месяца в тюрьме и был избавлен от смертного приговора только благодаря вмешательству его влиятельных друзей, среди которых были кардиналы Эрколе Консальви и Фабрицио Руффо, леди Гамильтон и русский посол Андрей Италинский; возможно, за композитора заступались также некоторые европейские монархи, на чьей службе он прежде состоял. После освобождения из тюрьмы и запрета появляться в Неаполе Чимароза вернулся в Венецию, куда был приглашён для сочинения новой оперы «Артемизия». Там же он написал мессу для папы Пия VII. Вскоре, однако, состояние его здоровья резко ухудшилось, и он умер 11 января 1801 года, не завершив работу над «Артемизией». Внезапная смерть Чимарозы от желудочной болезни породила слух о том, что он был отравлен по приказу неаполитанской королевы Каролины, и, чтобы его опровергнуть, неаполитанскому правительству пришлось даже отправлять в Венецию лейб-медика для официального освидетельствования тела. Согласно Русскому биографическому словарю, Чимароза, отпетый в Венеции, был похоронен в Риме на средства кардинала Эрколе Консальви; по заказу Консальви был также создан бюст Чимарозы, установленный в римском Пантеоне. В то же время более современный Биографический словарь итальянцев сообщает, что Чимароза был похоронен 12 января в частной церкви Святого Михаила Архангела.

## Творческое наследие
Доменико Чимароза, автор около 80 опер, является одним из ведущих представителей оперы-буффа; завершение развития этого жанра во второй половине XVIII века является заслугой Чимарозы и Джованни Паизиелло. В его лучших операх, и в частности в «Тайном браке», с большим художественным вкусом совмещены комедийная фабула и сценический лиризм, их музыка напевна и использует народные песенные традиции, в то же время будучи богато инструментована и демонстрируя элементы развивающегося симфонизма. Чимарозе принадлежит первенство во введении заключительных ансамблей в конце актов, подытоживающих развитие событий к этому моменту.
В вокально-инструментальное наследие Чимарозы также входит значительное число кантат (в том числе популярная кантата «Капельмейстер», пародирующая современные ему методы репетиций оперных постановок), месс и ораторий (среди которых наиболее известны «Юдифь» и «Триумф религии»), а среди его инструментальных произведений — 40 клавесинных сонат и концерт для двух флейт.

### Список произведений, исполненных при жизни композитора
Список приводится по энциклопедическому словарю «Музыкальный Петербург»
- 1772, Неаполь — опера-буффа Le Stravaganze del conte («Причуды графа»); бурлеск Le Magie di Merlino e Zorastro («Чудеса Мерлина и Зорастро»)
- 1773, Неаполь — опера-буффа La Finta parisina («Мнимая парижанка»)
- 1777, Неаполь — опера-буффа Armida immaginaria («Мнимая Армида»)
- 1778
  - Неаполь — оперы Le stravaganze d’amore («Причуды любви») и Gli Amanti comici («Комичные любовники»)
  - Рим — опера L’Italiana in Londra («Итальянка в Лондоне»)
- 1780, Рим — опера Donne rivale («Женщины-соперницы»)
- 1781, Рим — оперы Il Pittore parigino («Парижский художник») и Alesandro nelle Indie («Александр в Индии»)
- 1782
  - Неаполь — оперы La Ballerina amante («Влюбленная балерина») и L’Eroe cinese («Китайский герой»)
  - Рим — опера L’Amor constant («Постоянная любовь»)
  - Милан — опера La Circe («Цирцея»)
- 1783
  - Неаполь — опера Chi d’altrui si veste presto si spoglia («Чужим добром не разживешься»)
  - Рим — опера I dui baroni di Rocca Azzura («Два барона из Рокка Аццура»)
- 1784
  - Венеция — опера L’Olimpiade
  - Неаполь — опера Il Credulo («Легковерный»)
  - Рим — опера I Matrimoni inaspettati («Неожиданные женитьбы»)
  - Флоренция — опера La Vanita delusa, o sia Il Mercato di Malmantile («Обманутое тщеславие, или Рынок в Мальмантиле»)
  - Милан — опера Due supposti conti («Два мнимых графа»)
- 1785, Неаполь — опера Il Marito geloso («Ревнивый муж»)
- 1786
  - Неаполь — оперы Il Credulo и L’Impresario in angustie («Импресарио в нужде»)
  - Санкт-Петербург — опера-буффа L’Amor constant
- 1787
  - Неаполь — опера Il Fanatico burlato («Сварливый фанатик»)
  - Санкт-Петербург — Missa pro defunct
- 1788, Санкт-Петербург — опера-сериа La Vergine del Sole («Дева Солнца») и 2 драматические кантаты
- 1789, Санкт-Петербург — на русском языке представлены оперы Le Donne rivali («Две невесты») и Dui baroni di Rossa Azzura («Два барона»), на итальянском — опера-сериа Cleopatra
- 1790, Париж — L’Italiana in Londra
- 1791, Санкт-Петербург — опера La Serenata non preveduta («Непредвиденная серенада»)
- 1792, Вена — оперы Il Matrimonio segreto («Тайный брак»), La Calamita dei cuori («Сердечное бездействие»)
- 1793, Вена — опера Amor rende sagace («Любовь даёт благоразумие»)
- 1794, Неаполь — опера Le Astuzie femini («Женские хитрости»)
- 1795, Рим — опера I Nemici generosi («Великодушные враги»).
- 1796, Неаполь — опера Gli Orazi ed I Curiazi («Горации и Куриации»)
- 1798, Санкт-Петербург — оперы Chi deel’altrui si veste presto si spoglia и I Nemici generosi
- 1799, Неаполь — Патриотический гимн
- 1801, Венеция — опера Artemisia